# Andreas Roman
Andreas Roman, född 17 juni 1975 i Göteborg, är en svensk speldesigner och författare inom ett flertal genrer, inklusive fantasy, thriller och skräck. Hans första bok, Drakväktaren, släpptes 1998. Hans tionde och senaste roman, Större än störst, släpptes 2020.

## Biografi
Andreas Roman föddes den 17 juni 1975 i Göteborg och växte upp i Torslanda på Hisingen. Efter att ha bott på landsbygden i Gamla Uppsala och arbetat i Stockholm bor han nu åter i Göteborg.
Till yrket är Roman speldesigner och har tidigare arbetat på spelbolag som Digital Illusions, Mindark, Grin och varit creative director på HiQ i Göteborg. Han skriver skönlitteratur på fritiden men har trots detta givit ut tio romaner.
Roman har sina rötter i fantasygenren, och Drakväktartrilogin liksom Vargen och kättaren utspelas i miljöer hämtade från Eon, men med sin sjätte roman Vigilante lämnade han fantasyn för att utforska thrillergenren i ett nutida (till vissa delar framtida) Göteborg.
I och med sin sjunde roman Mörkrädd (2008) började han utforska ett skräckterritorium, följt av Någon i din säng 2009.
Den senaste boken (2020) Större än störst utspelar sig inom spelindustrin, och skrevs ursprungligen på engelska med titeln The greatest game of all.
Hans noveller har publicerats i Mitrania, Schakt och Nova science fiction.